# La favorita del sultán
La favorita del sultán (título original: The Favorite) es una película americanosuiza de 1989 dirigida por Jack Smight y protagonizada por Amber O'Shea y F. Murray Abraham. Está basada en la historia sin fundamento de Aimée du Buc de Rivéry (1768-1817) y es también la última película del director Jack Smight. No fue estrenada en el cine y pasó directamente al mercado del vídeo.

## Argumento
Una joven francesa llamada Aimée du Buc de Rivery es secuestrada en el mar por piratas de Argelia y obligada a ingresar en el harén del sultán en Turquía Abdul Hamid I. Ferozmente independiente, ella se resiste, pero debe tomar decisiones para sobrevivir allí. Con el tiempo así ella se convierte en esposa y favorita del sultán y comienza a influenciarlo para que resuelva conflictos de manera más justa, pero al mismo tiempo tiene que enfrentarse con otra de sus esposas, Sineperver, que quiere que su hijo Mustafa IV se convierta en el nuevo sultán y que mató a su hijo en un intento de conseguirlo. 
Eso fracasa y otro hijo suyo, Selim III, se convierte en sultán mientras que ella recibe a otro hijo del sultán, que ha perdido a su madre, Mahmud II, como hijo adoptivo en sustitución de su hijo muerto. A medida que pasan los años, ella debe lidiar con los avances del nuevo sultán mientras protege a su hijo adoptivo Mahmud y ayuda, con la aprobación de Selim, al Imperio Otomano contra los rusos que tienen mejores armas que ellos estableciendo para ello relaciones con los franceses para crear un ejército moderno de estilo europeo aunque no desea ya volver a casa por la vida que ha creado mientrastanto en el imperio. 
Eso lleva al enfrentamiento con los Jenízaros, las tropas de élite del imperio, que son resistentes a cualquier reforma y que se han convertido más y más en una amenaza para el imperio durante los últimos 200 años al haber creado en el Imperio Otomano un estado dentro del estado reticente a cualquier cambio. De esa manera aparece una nueva conspiración de Sineperver con su ayuda para acabar con Selim y poner a Mustafá en el trono. Esta vez la conspiración tiene éxito. Selim es asesinado, pero Aimée, que apreciaba a Selim, consigue vengar luego su muerte y salvar a su hijo adoptivo de ser también matado matando para ello más tarde a Mustafá IV y poniendo así a Mahmud en el trono. 
La muerte de Mustafá obliga a los Jenízaros a aceptar a Mahmud como sultán por ser él el último de la línea del sultán. También lleva al fin del poder de Sineperver en el imperio y a que Aimée se convierta en la regenta del imperio hasta su muerte. Luego es enterrada bajo el nombre de Nakşidil. Después Mahmud actúa como sultán y empieza a realizar las reformas necesarias para el imperio. Inspirado por ella y por los acontecimientos que llevaron a la muerte de Selim, él acabó con los Jenízaros e introdujo luego las reformas necesarias para poder llevar al imperio a un camino mejor.

## Reparto
- Amber O'Shea - Aimée Du Buc de Rivéry
- F. Murray Abraham - Abdul Hamid I
- Maud Adams - Sineperver
- Ron Dortch - Tulip
- James Michael Gregary - Selim III
- Laurent Le Doyen - Sebastiani
- Jonathan Vuille - Mahmud II (joven)
- Francesco Quinn - Mahmud II (adulto)
- Andréa Parisy - Mihrişah
- Tom McGreevey - Tío (como Thomas McGreevey)
- Celeste Simpson-Boyd - Zinah
- Robere Kazadi - Orchid
- Garth Wilton - Cónsul británico
- Reuven Bar-Yotam - Capitán argelino
- Farouk Peker - Baktar
- John Kennedy Hayden - Líder de los Jenízaros